# Maurizio Gasparri

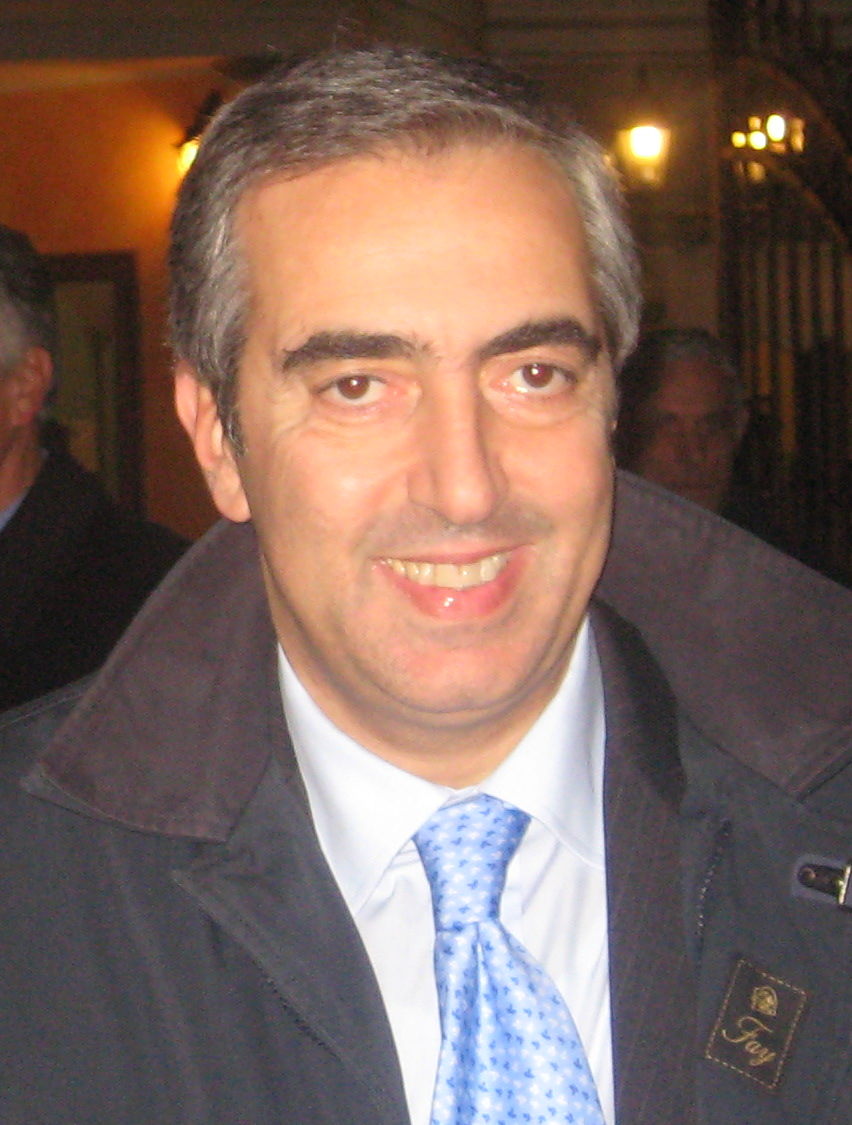
Maurizio Gasparri (2009)

Maurizio Gasparri (Rome, 18 juli 1956) is een Italiaans politicus. Gasparri fungeerde namens de Alleanza Nazionale als minister van Communicatie tijdens het tweede kabinet van Silvio Berlusconi. Hij woont in Rome met zijn vrouw en dochter. 

## Journalistiek
Na zijn studie had Gasparri twee grote passies: de journalistiek en de politiek. Hij werd dan ook journalist, en nadat hij voor verschillende bladen als de "Dissenso" (Meningsverschil), en de "All'Orizzonte" (Aan de Horizon) had geschreven, ging hij werken bij  "Il secolo d'Italia" (De eeuw van Italië), waar hij ook mededirecteur werd. Er zijn veel essays van zijn hand verschenen, en samen met Adolfo Urso schreef hij "L'età dell'intelligenza" (De tijd van intelligentie), een analyse van de maatschappij.

## Politiek
Qua politieke activiteiten voegt Gasparri zich eerst bij de "Fronte della Gioventù" (Jeugdfront), en later bij de Fuan-Destra Universitaria. In 1992 wordt hij gekozen voor de Kamer voor de partij Movimento Sociale Italiano, en twee jaar later zit hij bij de Alleanza Nazionale. Tevens wordt hem de functie van staatssecretaris van Buitenlandse Zaken toegewezen. In 1994 wordt Gasparri herkozen en wordt vicepresident van de Kamerfractie van de Alleanza Nazionale. In het tweede Berlusconi-kabinet wordt Gasparri minister van Communicatie, waarin hij de beroemde Wet-Gasparri heeft ontworpen.